# Campeonato Mato-Grossense de Futebol de 2023 - Segunda Divisão
O Campeonato Mato-Grossense de Futebol - Segunda Divisão de 2023 foi a 19ª edição deste torneio anual realizado pela Federação Mato-Grossense de Futebol. A competição contou com a participação de 10 clubes e teve seu início no dia 29 de abril e seu final no dia 24 de Junho.

## Regulamento
Na Primeira Fase, as 10 equipes serão separada em dois grupos regionalizados com 5 equipes cada um. As equipes de cada grupo se enfrentam entre si em seus respectivos grupos em turno único, classificando-se os 2 melhores de cada grupo para a Semifinal.
Na Semifinal, as 4 equipes classificadas da fase anterior farão um confronto definido pelo cruzamento olímpico (1º A x 2º B;
1º B x 2º A), e farão os confrontos em jogos de ida e volta, se classificando para a Final os clubes melhores pontuados. Os clubes que se classificarem para a Final terão o acesso garantido para a Primeira Divisão de 2024.
Na Final, as 2 equipes classificadas jogarão entre si em jogos de ida e volta, onde será conhecido o Campeão da competição.

## Equipes participantes
| Equipe      | Cidade                    | Estádio             | Capacidade  | Títulos (último)    |
| ----------- | ------------------------- | ------------------- | ----------- | ------------------- |
| AA Araguaia | Barra do Garças           | Dutrinha Zeca Costa | 7 500 5 142 | 0 (não possui)      |
| Ação        | Santo Antônio de Leverger | Dutrinha Raimundão  | 7 500 2 000 | 1 (em: 2020)        |
| Cáceres     | Cáceres                   | Dutrinha Geraldão   | 7 500 5 000 | 0 (não possui)      |
| Campo Novo  | Campo Novo do Parecis     | Ari Tomazelli       | 3 500       | 0 (não possui)      |
| Operário    | Várzea Grande             | Dito Souza Dutrinha | 2 600 7 500 | 2 (último em: 2018) |
| Paulistano  | Nortelândia               | Dutrinha            | 7 500       | 0 (não possui)      |
| Poconé      | Poconé                    | Neco Falcão         | 3 000       | 0 (não possui)      |
| Primavera   | Primavera do Leste        | Cerradão            | 4 000       | 0 (não possui)      |
| Sinop       | Sinop                     | Gigante do Norte    | 13 000      | 2 (último em: 2012) |
| Sorriso     | Sorriso                   | Egídio Preima       | 4 000       | 0 (não possui)      |

## Primeira fase

### Grupo A
| Pos. | Equipe      | Pts | J | V | E | D | GP | GC | SG  | AP  | Zona de classificação          |
| ---- | ----------- | --- | - | - | - | - | -- | -- | --- | --- | ------------------------------ |
| 1    | AA Araguaia | 12  | 4 | 4 | 0 | 0 | 12 | 3  | +9  | 100 | Classificados para a Semifinal |
| 2    | Sorriso     | 9   | 4 | 3 | 0 | 1 | 11 | 3  | +8  | 75  | Classificados para a Semifinal |
| 3    | Sinop       | 6   | 4 | 2 | 0 | 2 | 12 | 8  | +4  | 50  | Eliminados na primeira fase    |
| 4    | Campo Novo  | 3   | 4 | 1 | 0 | 3 | 3  | 10 | –7  | 25  | Eliminados na primeira fase    |
| 5    | Paulistano  | 0   | 4 | 0 | 0 | 4 | 2  | 16 | –14 | 0   | Eliminados na primeira fase    |

| Mandante \| Visitante | AAA | CNP | PFC | SIN | SOR |
| --------------------- | --- | --- | --- | --- | --- |
| AA Araguaia           | —   |     | 3–0 |     | 2–1 |
| Campo Novo            | 0–4 | —   |     | 1–3 |     |
| Paulistano            |     | 0–2 | —   | 2–6 |     |
| Sinop                 | 2–3 |     |     | —   | 1–2 |
| Sorriso               |     | 3–0 | 5–0 |     | —   |

| Vitória do mandante | Vitória do visitante | Empate |

### Grupo B
| Pos. | Equipe      | Pts | J | V | E | D | GP | GC | SG | AP | Zona de classificação          |
| ---- | ----------- | --- | - | - | - | - | -- | -- | -- | -- | ------------------------------ |
| 1    | Primavera   | 9   | 4 | 3 | 0 | 1 | 12 | 4  | +8 | 75 | Classificados para a Semifinal |
| 2    | Cáceres     | 7   | 4 | 2 | 1 | 1 | 8  | 7  | +1 | 58 | Classificados para a Semifinal |
| 3    | Operário FC | 6   | 4 | 2 | 0 | 2 | 6  | 9  | –3 | 50 | Eliminados na primeira fase    |
| 4    | Ação        | 3   | 3 | 1 | 0 | 2 | 6  | 6  | 0  | 33 | Eliminados na primeira fase    |
| 5    | Poconé      | 1   | 3 | 0 | 1 | 2 | 3  | 9  | –6 | 11 | Eliminados na primeira fase    |

| Mandante \| Visitante | ACA | CAC | OPE | POC | PRI |
| --------------------- | --- | --- | --- | --- | --- |
| Ação                  | —   |     |     | —   | 1–2 |
| Cáceres               | 4–3 | —   |     |     | 2–1 |
| Operário FC           | 0–2 | 2–1 | —   |     |     |
| Poconé                |     | 1–1 | 2–3 | —   |     |
| Primavera             |     |     | 4–1 | 5–0 | —   |

| Vitória do mandante | Vitória do visitante | Empate |

## Fase final
Em itálico, os clubes que jogarão como mandante o jogo da ida. Em negrito, os classificados.
| Aumento | Equipes promovidas à Série A de 2024 |

|  | Semifinais  | Semifinais | Semifinais | Semifinais |   |             | Final | Final | Final | Final |
|  |             |            |            |            |   |             |       |       |       |       |
|  | AA Araguaia | 4          | 3          | 7          |   |             |       |       |       |       |
|  | Cáceres     | 1          | 2          | 3          |   |             |       |       |       |       |
|  | Cáceres     | 1          | 2          | 3          |   | AA Araguaia | 1     | 2     | 3     |       |
|  |             |            |            |            |   | AA Araguaia | 1     | 2     | 3     |       |
|  |             | Primavera  | 1          | 3          | 4 |             |       |       |       |       |
|  | Primavera   | Primavera  | 1          | 3          | 4 | 2           | 1     | 3     |       |       |
|  | Primavera   |            |            |            |   | 2           | 1     | 3     |       |       |
|  | Sorriso     | 1          | 1          | 2          |   |             |       |       |       |       |

## Premiação
| Campeonato Mato-Grossense Segunda Divisão 2023 |
| ---------------------------------------------- |
| Primavera Campeão (1.º título)                 |

## Artilharia
Atualizado em 4 de julho de 2023
| Gols | Jogador          | Equipe      |
| ---- | ---------------- | ----------- |
| 7    | Val Paraíba      | AA Araguaia |
| 5    | Mateus Alex      | Primavera   |
| 4    | Danillo          | Sinop       |
| 4    | Dener            | AA Araguaia |
| 4    | Gabriel Henrique | Primavera   |
| 3    | Douglas          | Sorriso     |
| 3    | Gabriel          | Sinop       |
| 3    | Igor             | AA Araguaia |
| 3    | Marquinhos       | Campo Novo  |
| 3    | Yago Ferreira    | Cáceres     |

## Classificação geral
| Pos. | Equipe      | G | Pts | J | V | E | D | GP | GC | SG  | AP | Zona de classificação                                    |
| ---- | ----------- | - | --- | - | - | - | - | -- | -- | --- | -- | -------------------------------------------------------- |
| 1    | Primavera   | B | 17  | 8 | 5 | 2 | 1 | 19 | 9  | +10 | 71 | Campeão e promovido para a Primeira Divisão de 2024      |
| 2    | AA Araguaia | A | 19  | 8 | 6 | 1 | 1 | 22 | 10 | +12 | 79 | Vice-campeão e promovido para a Primeira Divisão de 2024 |
| 3    | Sorriso     | A | 10  | 6 | 3 | 1 | 2 | 13 | 6  | +7  | 56 | Eliminados na Semifinal                                  |
| 4    | Cáceres     | B | 7   | 6 | 2 | 1 | 3 | 11 | 14 | –3  | 39 | Eliminados na Semifinal                                  |
| 5    | Sinop       | A | 6   | 4 | 2 | 0 | 2 | 12 | 8  | +4  | 50 | Eliminados na primeira fase                              |
| 6    | Operário FC | B | 6   | 4 | 2 | 0 | 2 | 6  | 9  | –3  | 50 | Eliminados na primeira fase                              |
| 7    | Ação        | B | 3   | 3 | 1 | 0 | 2 | 6  | 6  | 0   | 33 | Eliminados na primeira fase                              |
| 8    | Campo Novo  | A | 3   | 4 | 1 | 0 | 3 | 3  | 10 | –7  | 25 | Eliminados na primeira fase                              |
| 9    | Poconé      | B | 1   | 3 | 0 | 1 | 2 | 3  | 9  | –6  | 11 | Eliminados na primeira fase                              |
| 10   | Paulistano  | A | 0   | 4 | 0 | 0 | 4 | 2  | 16 | –14 | 0  | Eliminados na primeira fase                              |